# Caiophora clavata
Caiophora clavata är en brännreveväxtart som beskrevs av Ignatz Urban och Gilg. Caiophora clavata ingår i släktet Caiophora och familjen brännreveväxter. Inga underarter finns listade i Catalogue of Life.